# Budynek Poczty Polskiej w Szamotułach

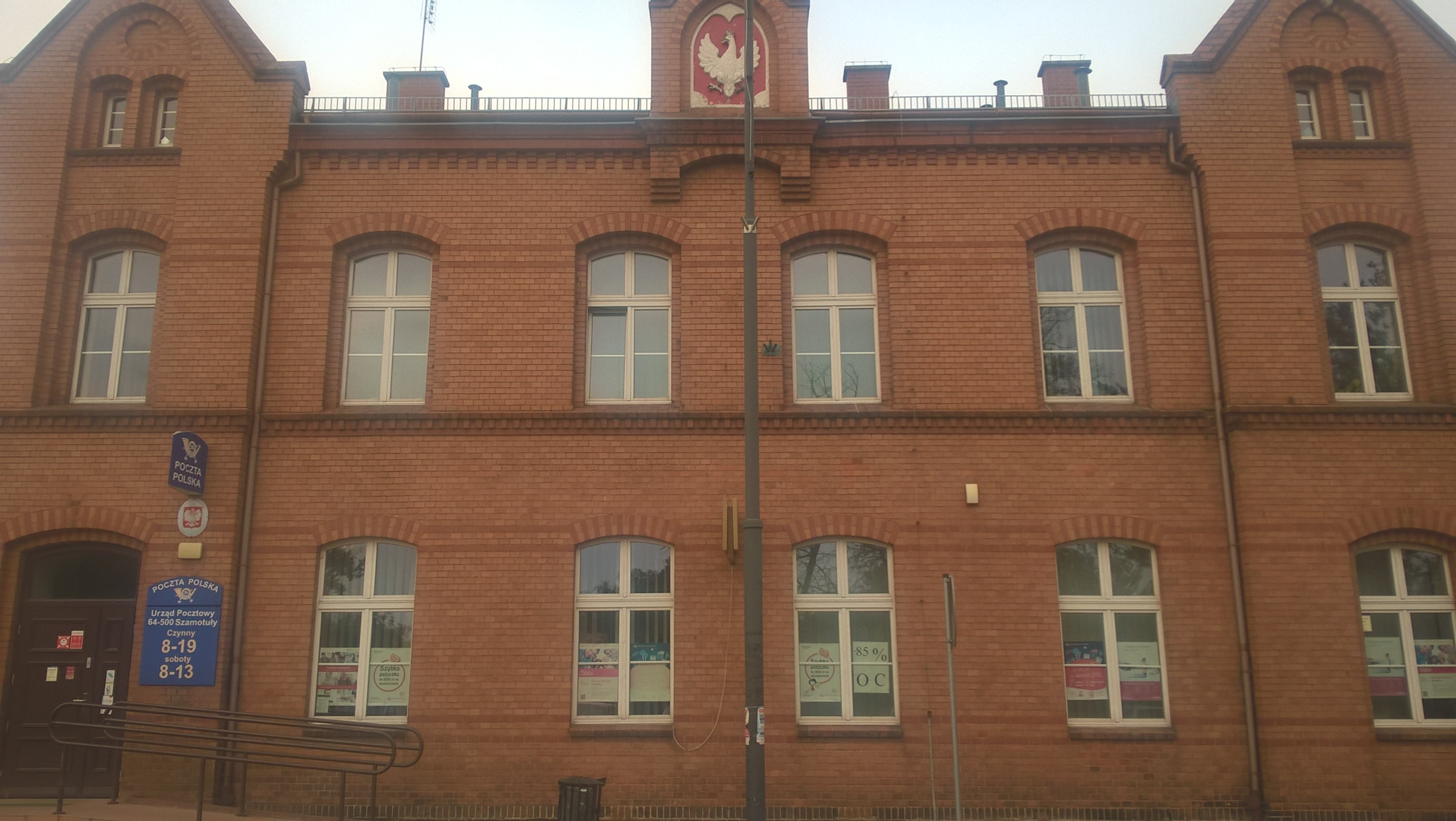
Szamotuły - budynek Poczty Polskiej

Budynek Poczty Polskiej w Szamotułach (ul. Dworcowa 11) – zbudowany na przełomie XIX i XX wieku w stylu neogotyckim z czerwonej cegły, piętrowy z użytkowym poddaszem. Dach kryty blachą. W centralnym miejscu na elewacji płaskorzeźba orła białego.